# Xã Rockbridge, Quận Greene, Illinois
Xã Rockbridge (tiếng Anh: Rockbridge Township) là một xã thuộc quận Greene, tiểu bang Illinois, Hoa Kỳ. Năm 2010, dân số của xã này là 1.633 người.